# Kazimierz Dera
Kazimierz Dera (ur. 7 listopada 1940 w Raczynie, zm. 16 grudnia 1999) – polski nauczyciel dyplomata i urzędnik państwowy, konsul generalny w Kijowie, wiceminister edukacji narodowej.

## Życiorys
Szkołę średnią ukończył we Wrocławiu. Z wykształcenia był fizykiem po Wyższej Szkole Pedagogicznej w Opolu, pracował jako nauczyciel fizyki w szkole dla trudnych dzieci. Prowadził także z żoną aptekę. W latach 1979–1983 sprawował funkcję konsula generalnego PRL w Kijowie. Po powrocie do kraju zatrudniony w Ministerstwie Edukacji Narodowej jako dyrektor Departamentu Kadr (1983–1991). W okresie rządów koalicji SLD-PSL sprawował funkcję podsekretarza stanu w MEN (1993–1997). W latach 1993–1995 działał w komitecie reaktywowania gminy Izabelin, która powstała 1995. Został pochowany w grobie rodzinnym na cmentarzu komunalnym w Laskach.